# Smittina protrusa
Smittina protrusa är en mossdjursart som beskrevs av Powell 1967. Smittina protrusa ingår i släktet Smittina och familjen Smittinidae. Inga underarter finns listade i Catalogue of Life.